# Penangodyna
Penangodyna tibialis es una especie de araña araneomorfa de la familia Dictynidae. Es la única especie del género monotípico Penangodyna.

## Distribución
Es originaria de la isla de Penang en Penang en Malasia.